# 요한 브뤼데
요한 브뤼데(노르웨이어: Johan Bryde, 1858년 ~ 1925년)는 노르웨이의 포경업자이다. 오늘날의 남아프리카 지역에 현지 최초의 포경 기지를 세운 것으로 알려져 있다. 고래종 중 브라이드고래를 처음 발견하였으며 이름 또한 이 사람에게서 따왔다.